# Os Cegos do Castelo
"Os Cegos do Castelo" é uma canção composta por Nando Reis e gravada pelos Titãs, a canção foi feita exclusivinamente no álbum ao vivo da banda Acústico MTV, com Nando nos vocais e no violão (a única na qual ele assume o instrumento, já que ele fica no baixo acústico nas demais faixas). Em 2001, ele regravaria a faixa em seu disco solo Infernal, pouco antes de deixar a banda.
Segundo Nando, ao contrário do que muitos pensam, a faixa não faz referência aos Titãs, e sim à sua relação com a cocaína. Ele explica:
| “ | Há mensagens subliminares sobre esse assunto [relação de Nando com as drogas] em várias outras músicas minhas. "Cegos no castelo" é uma. [...] É muito da minha cegueira, meu isolamento. Castelo é um lugar onde metaforicamente eu me encastelava. | ” |

Um dos acordes da música foi inspirado na faixa "King Midas in Reverse", escrita por Graham Nash e lançada no disco ao vivo 4 Way Street do projeto Crosby, Stills, Nash & Young, que Nando ouvia bastante na época.

## Video clipe
O clipe da musica foi animado pelo estudio de animação brasileira Fábrica de Quadrinhos, o video combina vários tecnicas de animação como 3d.

## Prêmios e indicações
| Ano  | Prêmio                                | Categoria     | Resultado | Ref   |
| ---- | ------------------------------------- | ------------- | --------- | ----- |
| 1998 | Prêmio Multishow de Música Brasileira | Melhor Música | Indicado  | [ 7 ] |
| 1998 | Prêmio Multishow de Música Brasileira | Melhor Clipe  | Indicado  | [ 7 ] |